# Giuseppe De Andrea

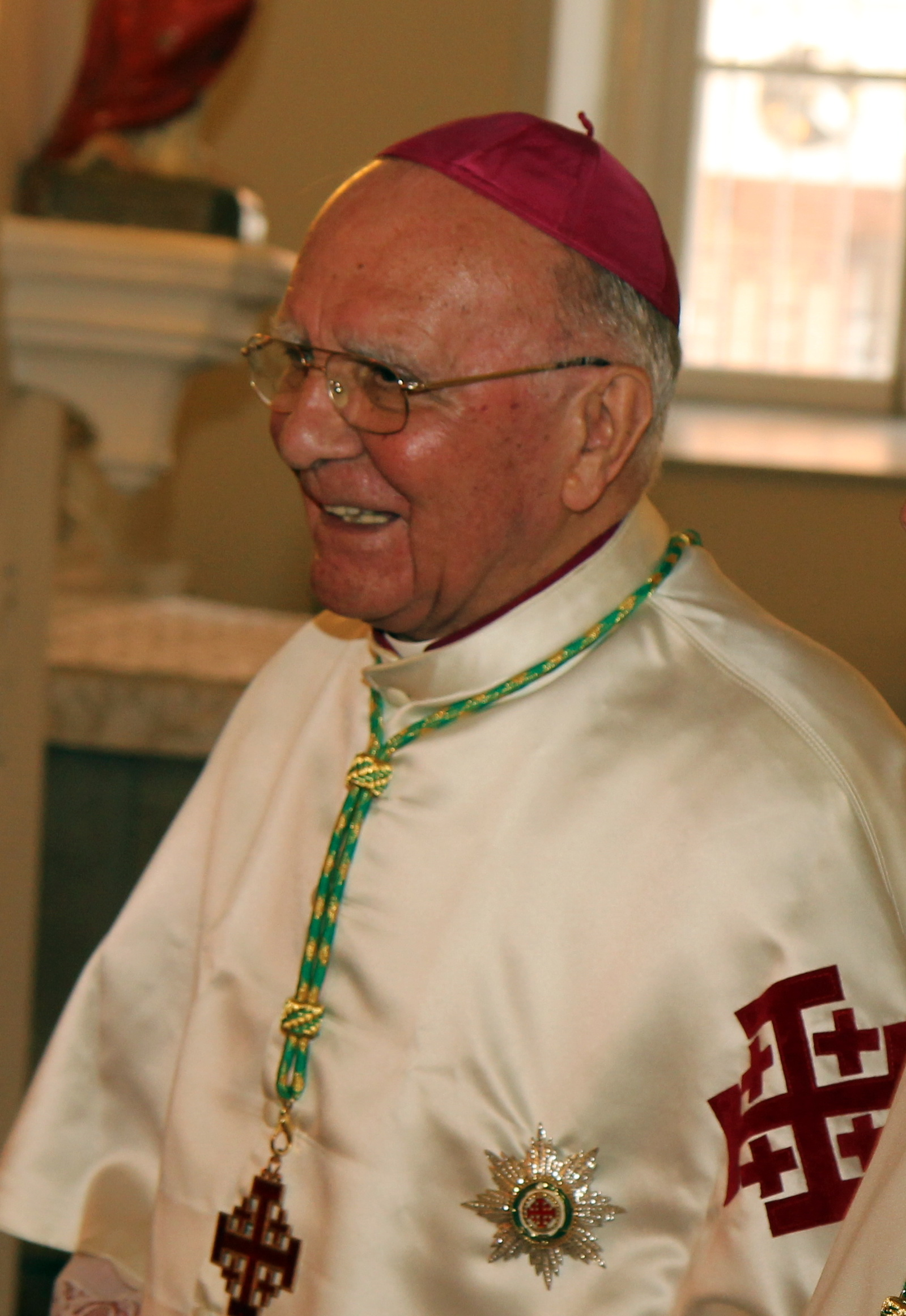
Erzbischof Giuseppe De Andrea (2011)

Erzbischofswappen

Giuseppe De Andrea (* 20. April 1930 in Rivarolo Canavese, Provinz Turin, Italien; † 29. Juni 2016) war ein römisch-katholischer Geistlicher, Erzbischof und Diplomat des Heiligen Stuhls.

## Leben
Giuseppe De Andrea empfing am 21. Juni 1953 die Priesterweihe durch den Bischof von Ivrea, Paolo Rostagno. Er studierte Theologie an der Päpstlichen Universität Gregoriana in Rom und Pädagogik an der Katholischen Universität von Amerika in Washington, D.C. Von 1956 bis 1958 war er Lehrer an der Nkubu Secondary School in Meru, Kenia und von 1958 bis 1961 in verschiedenen Ämtern im Bistum Greensburg tätig. Von 1961 bis 1964 war er Professor für Theologie am Seton Hill College in Greensburg in Pennsylvania und von 1964 bis 1967 Direktor der St. Joseph Hall Preparatory School in Greensburg.
1983 wurde Giuseppe De Andrea zum Attaché des Apostolischen Nuntius (Ständiger Beobachter) bei den Vereinten Nationen in New York. Am 9. August 1984 verlieh ihm Papst Johannes Paul II. den Ehrentitel Kaplan Seiner Heiligkeit (Monsignore) und am 23. Oktober 1990 den Titel Ehrenprälat Seiner Heiligkeit. 1994 wurde er zum Untersekretär des Päpstlichen Rates der Seelsorge für die Migranten und Menschen unterwegs in Rom bestellt.
1999 wurde De Andrea Kanoniker am Petersdom. Papst Johannes Paul II. berief ihn am 13. Dezember 1999 zum Geschäftsträger (Chargé d’Affaires) in den Apostolischen Nuntiaturen in Kuwait, Jemen und Bahrain sowie der Apostolischen Delegation auf der Arabischen Halbinsel. Am 28. Juni 2001 wurde er von Papst Johannes Paul II. zum Titularerzbischof von Antium und zum Apostolischen Nuntius ernannt. Die Bischofsweihe spendete ihm Kardinalstaatssekretär Angelo Sodano am 20. September 2001; Mitkonsekratoren waren sein Bruder, Kurienerzbischof Giovanni De Andrea, und der Bischof von Greensburg, Anthony Gerard Bosco. Sein Wahlspruch ist „Expectantes beatam spem“. 2003 erfolgte zudem die Bestellung zum Nuntius in Katar.
Am 27. August 2005 wurde seinem altersbedingten Rücktrittsgesuch durch Papst Benedikt XVI. stattgegeben. Ihm folgte als Nuntius Erzbischof Paul-Mounged El-Hachem.
Nach der Entpflichtung des aus gesundheitlichen Gründen zurückgetretenen John Patrick Kardinal Foley am 21. Februar 2011 als Großmeister des Ritterordens vom Heiligen Grab zu Jerusalem war Giuseppe De Andrea zusammen mit dem Generalgouverneur des Ordens, Agostino Borromeo, bis zur Ernennung des Nachfolgers, Edwin Frederick O’Brien, als Päpstlicher Assessor eingesetzt. Kardinalgroßmeister Edwin Frederick O’Brien bestellte Antonio Franco am 22. Februar 2013 als Nachfolger des erkrankten Giuseppe De Andrea in die Ordensleitung. Giuseppe De Andrea wurde am 27. Februar 2013 für die großen Verdienste zum Ehrenassessor ernannt. Großmeister Kardinal Edwin O’Brien ernannte ihn zum Großkreuzritters des Ordens.